# Grandoriidae
Famille
Les Grandoriidae sont une famille de Ciliés de la classe des Colpodea et de l’ordre des Colpodida.

## Étymologie
Le nom de la famille vient du genre type Grandoria, donné par Corliss en hommage à Luigia et Remo Grandori qui, en 1934, décrivirent le genre Lagenella futur synonyme du genre Grandoria.

## Description
Citant C.R.Curds The World of Protozoa rapporte du genre Grandoria la description suivante : 

« Forme du corps asymétrique mais approximativement pyriforme dans son contour, la partie postérieure étant plus étroite que l'antérieure. Corps uniformément cilié en rangées longitudinales/obliques. Ouverture vestibulaire ovale, dans l'équateur du corps. Il existe un faisceau de fibres gélatineuses à l'extrémité postérieure de la cellule par lequel elle se fixe à un substrat. Une forte soie est également présente à l'extrémité postérieure et est maintenue sur le côté. Plusieurs vacuoles contractiles réparties sur le corps. Macronoyau sphérique dans la partie antérieure du corps,. »

## Répartition
Le genre Grandoria n'est connu que par un seul enregistrement trouvé dans le sol en Italie en 1934.

## Liste des genres
Selon GBIF (10 novembre 2022) :
- Grandoria Corliss, 1960
- Lagenella Grandori & Grandori, 1934 (possible synonyme de Grandoria[1])

## Systématique
Le nom valide de ce taxon est Grandoriidae Corliss, 1960.